# Ʋ̨
Cette page contient des caractères spéciaux ou non latins. S’ils s’affichent mal (▯, ?, etc.), consultez la page d’aide Unicode.
Ʋ̨ (minuscule : ʋ̨), appelé v crosse ogonek, est un graphème utilisé dans la transcription d’Edward Sapir. Il s’agit de la lettre v crosse diacritée d’un ogonek.

## Utilisation
Edward Sapir a utilisé le v crosse, ou plus exactement l’upsilon grec dans un alphabet principalement latin, pour transcrire une voyelle pré-fermée postérieure arrondie nasalisée, par exemple dans la transcription du païute du Sud ‹ umʷʋ̨·ʹᴡɑʼmɪ › (« devant eux ») en 1930.

## Représentations informatiques
Le v crosse ogonek peut être représenté avec les caractères Unicode suivants :
- décomposé (latin étendu B, Alphabet phonétique international, diacritiques) :

| formes    | représentations | chaînes de caractères | points de code | descriptions                                        |
| --------- | --------------- | --------------------- | -------------- | --------------------------------------------------- |
| majuscule | Ʋ̨               | Ʋ◌̨                    | U+01B2 U+0328  | lettre majuscule latine v crosse diacritique ogonek |
| minuscule | ʋ̨               | ʋ◌̨                    | U+028B U+0328  | lettre minuscule latine v crosse diacritique ogonek |